# همه می‌دانند

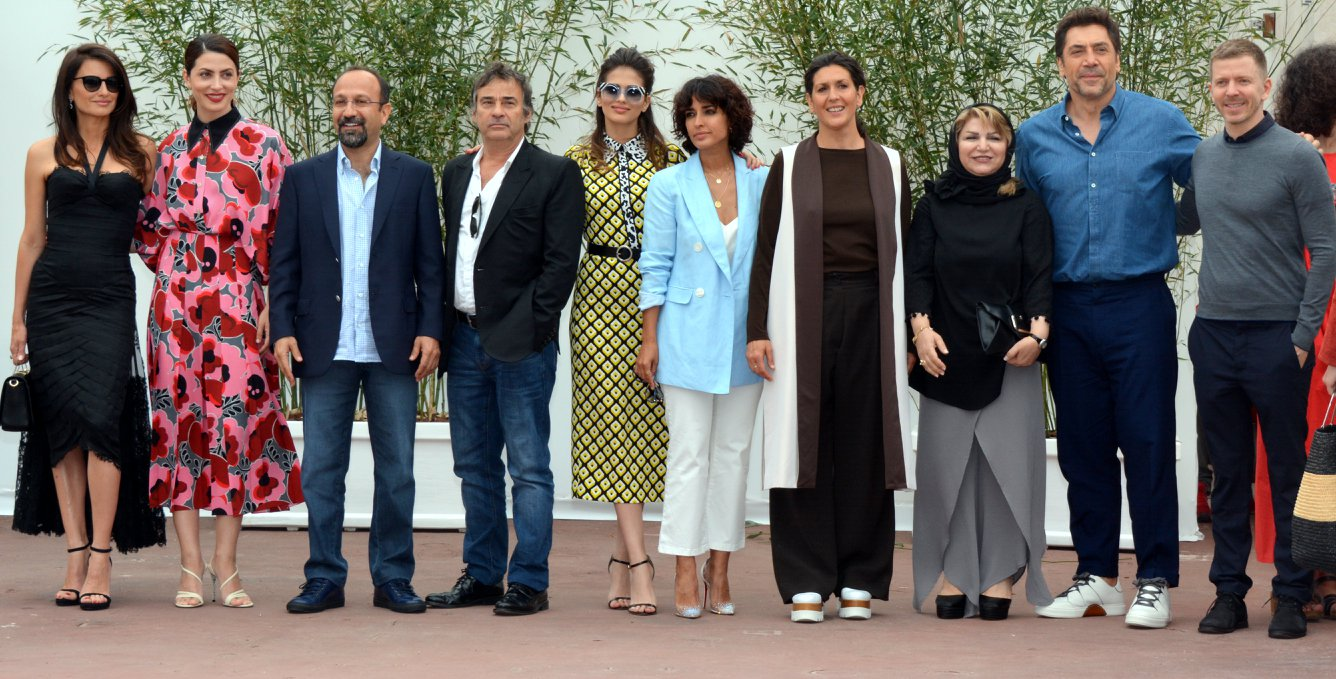
عوامل فیلم در جشنواره فیلم کن ۲۰۱۸

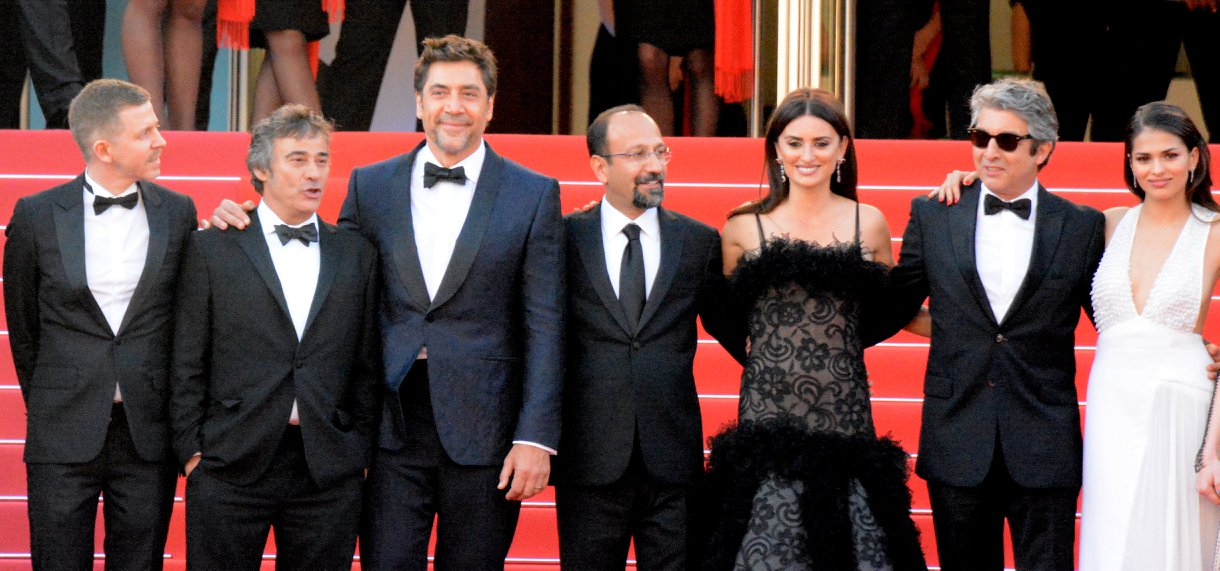
بازیگران و کارگردان فیلم در جشنواره فیلم کن ۲۰۱۸

همه می‌دانند (اسپانیایی: Todos Lo Saben‎; انگلیسی: Everybody Knows)، فیلمی در ژانر تریلر روان‌شناختی به نویسندگی و کارگردانی اصغر فرهادی است. این فیلم که هشتمین فیلم بلند فرهادی است به زبان اسپانیایی ساخته شده و بازیگرانی همچون خاویر باردم، پنه‌لوپه کروز و ریکاردو دارین در آن ایفای نقش می‌کنند.
همه می‌دانند نخستین بار در جشنواره فیلم کن ۲۰۱۸ اکران شد و به عنوان فیلم افتتاحیه نیز به نمایش درآمد. همه می‌دانند دومین فیلم اسپانیایی زبانی بود که در تاریخ جشنواره بین‌المللی فیلم کن به عنوان فیلم افتتاحیه انتخاب شد. این فیلم، یک روز بعد از افتتاحیه جشنواره فیلم کن در سینماهای فرانسه اکران شد. همه می‌دانند را دو کمپانی «ممنتو» و «مورنا» تهیه کرده‌اند. این فیلم سومین همکاری میان فرهادی و کمپانی ممنتو پس از فیلم‌های گذشته و فروشنده است.

## داستان فیلم
لورا، زنی اسپانیایی که در بوئنوس آیرس زندگی می‌کند، همراه با دختر نوجوانش ایرنه و پسر کوچکش دیه‌گو به شهر کوچکی نزدیک مادرید بازمی‌گردد تا در عروسی خواهر کوچکترش شرکت کند. در میدان شهر، لورا با دوست قدیمی‌اش پاکو برخورد می‌کند و در همین حال ایرنه با پسری محلی به نام فلیپه آشنا و پس از آن با او در جشن عروسی می‌رقصد. اما وقتی ایرنه احساس بیماری می‌کند، به اتاقش می‌رود تا بخوابد. شب همان روز، لورا که نگران دخترش است، به اتاق او سر می‌زند ولی ایرنه غایب است و لورا پیامی از آدم‌ربایان دریافت می‌کند که خواستار مبلغ هنگفتی برای آزادی ایرنه شده‌اند.
خانواده تصمیم می‌گیرد برای حفظ جان ایرنه، موضوع را به پلیس اطلاع ندهد، چون گروگان‌گیران تهدید کرده‌اند در صورت دخالت پلیس، ایرنه را خواهند کشت. درخواست باج ۳۰۰ هزار یورو است و همه در خانواده برای جمع‌آوری این پول دچار آشفتگی می‌شوند. درگیری شدیدی بین لورا و پدرش آنتونیو رخ می‌دهد که پاکو متوجه می‌شود برخی اعضای خانواده فکر می‌کنند پاکو به آنها بدهکار است، چون زمین‌های تاکستان‌هایش را لورا به قیمتی کمتر از بازار به او فروخته؛ آن هم به دلیل اینکه پاکو فرزند خدمتکارهای خانواده بوده است. برادرشوهر لورا، فرناندو، جو را آرام می‌کند و دوستش، خورخه، بازنشسته پلیس، را برای مشورت می‌آورد. خورخه در گفت‌وگوی خصوصی به لورا می‌گوید باید اعضای خانواده، از جمله همسرش، را هم در فهرست مظنونان بگنجاند.
پاکو که بی‌تاب است، برای جمع کردن پول، به فروش زمین‌هایش فکر می‌کند اما همسرش بیانصحت می‌دهد که این کار اشتباه است، چرا که او هم پیامک‌های تهدیدآمیزی مشابه پیام‌های لورا دریافت کرده است.
شوهر لورا، آلخاندرو، در جریان ماجرا قرار می‌گیرد و به شهر می‌آید، اما توسط خانواده لورا به گرمی پذیرفته نمی‌شود. سپس او با لورا، پاکو و فرناندو به دیدار خورخه می‌روند که خواستار گفت‌وگوی خصوصی با آلخاندرو می‌شود. وقتی خورخه اشاره می‌کند لورا مشکلات گذشته آلخاندرو با اعتیاد و ورشکستگی او را به او گفته، آلخاندرو عصبانی شده و لورا و او درباره راه‌حل دعوا می‌کنند. لورا در نهایت به پاکو اعتراف می‌کند ایرنه دختر بیولوژیکی او است؛ حاصل رابطه‌ای شانزده سال پیش که درست پس از ازدواج لورا و آلخاندرو در سفر به شهر زادگاهش اتفاق افتاده. پاکو شوکه شده و قصد فروش زمین‌هایش را می‌کند اما بیان آن را تکذیب کرده و لورا را متهم می‌کند که در ماجرای آدم‌ربایی دخیل است و فقط به دنبال پول است. او خانه را ترک می‌کند اما بعد از ساعتی با کیف پول پر از پول باج بازمی‌گردد. خورخه پس از بررسی اتاق ایرنه می‌گوید آدم‌ربایان می‌دانستند پاکو پدر واقعی ایرنه است. آلخاندرو در گفت‌وگو با فرناندو درمی‌یابد که همه خانواده و حتی برخی اهالی شهر می‌دانند ایرنه دختر بیولوژیکی او نیست، چرا که شباهت زیادی به پاکو دارد.
آن شب، نوه لورا به نام روسیو بی‌خبر از همه از خانه خارج شده و به ساختمانی متروکه در حاشیه شهر می‌رود. آنجا با همسر جداشده‌اش گابریل و همراهش لوییس ملاقات می‌کند. مشخص می‌شود این سه نفر نقشه آدم‌ربایی ایرنه را کشیده‌اند و گابریل مسئول ارسال پیام‌های باج به لورا بوده است. لوییس اعتراف می‌کند که پیام‌های مشابهی را به بیان نیز فرستاده، بدون اطلاع گابریل. این موضوع گابریل را عصبانی کرده و روسیو در حالی که گریه می‌کند، از شوهرش می‌خواهد ایرنه را رها کند؛ چون اقدامات آنها از نقشه اولیه دور شده و آسیب‌های جبران‌ناپذیری زده است. باوجود مخالفت لوییس، گابریل موافقت می‌کند ایرنه را سحر رها کنند. روسیو به خانه بازمی‌گردد اما با سوالات مشکوک مادرش ماریانا روبرو می‌شود که از او درباره رفتارش می‌پرسد، اما روسیو پاسخ قانع‌کننده‌ای نمی‌دهد.
صبح روز بعد، پاکو پیام صوتی ایرنه را دریافت می‌کند که از او درخواست کمک می‌کند و پیامکی درباره محل تحویل باج دارد. پاکو با کیف پول پول آماده شده به آنجا می‌رود. هنگام رسیدن صدای چیزی سنگین را می‌شنود که به رودخانه پرت شده است. وقتی به ماشینش برمی‌گردد، ایرنه را در صندلی عقب می‌یابد، اما کیف پول ناپدید شده است. او ایرنه را به لورا و آلخاندرو تحویل می‌دهد و آنها بلافاصله او را به بیمارستان می‌رسانند. پاکو که خسته شده به خانه بازمی‌گردد اما می‌بیند بیان او را ترک کرده است.
مدتی بعد، لورا و خانواده‌اش وسایلشان را جمع می‌کنند و از خانواده خداحافظی می‌کنند چون قصد بازگشت به آرژانتین را دارند. فلیپه به ایرنه قول می‌دهد وقتی به خانه برگشت تماس بگیرد. در ماشین، ایرنه از آلخاندرو می‌پرسد چرا پاکو او را نجات داده، اما آلخاندرو پاسخی نمی‌دهد. در پایان، ماریانا تنها در میدان شهر نشسته و وقتی شوهرش فرناندو را صدا می‌زند تا کنارش بنشیند، صفحه آرام آرام سفید می‌شود و فیلم به پایان می‌رسد.

## بازیگران
- پنه‌لوپه کروز در نقش لورا
- خاویر باردم در نقش پاکو
- ریکاردو دارین در نقش آلخاندرو، همسر لورا
- باربارا لنی در نقش بئا، همسر پاکو
- اینما کوئستا در نقش آنا، خواهر لورا
- الویرا مینگس در نقش ماریانا، خواهر بزرگتر لورا
- ادوآرد فرناندس در نقش فرناندو، همسر ماریانا
- رامون بارئا در نقش آنتونیو، پدر لورا
- سارا سالامو در نقش روسیو، دختر فرناندو و ماریانا
- کارلا کامپرا در نقش ایرنه، دختر لورا و آلخاندرو
- روژه کاساماژور در نقش خوان، دوست‌پسر آنا
- خوزه آنخل اگیدو در نقش خورخه، پلیس بازنشسته
- سرخیو کاستیانوس
- جوردی بوش
- هایمه لورنته

## تولید
فرهادی تحقیق و نوشتن داستان همه می‌دانند را از حدود ۵ سال پیش در اسپانیا آغاز کرد اما ایده فیلم همه می‌دانند به یکی از سفرهای اصغر فرهادی در ۱۲ سال پیش به اسپانیا بازمی‌گردد؛ زمانی که اصغر فرهادی برای سفری به جنوب اسپانیا رفت و در آن زمان، گروگان‌گیری یک دختر اسپانیایی سبب شده بود تا تصاویر این دختر بچه در سراسر شهر پخش شود. او از این جریان برای نوشتن سناریو هشتمین اثر بلند سینمایی خود الهام گرفت. فرهادی می‌گوید در ساخت این فیلم، از راشومون اثر آکیرا کوروساوا، تأثیر زیادی گرفته‌است.
همه می‌دانند تولید مشترک کشورهای اسپانیا، ایتالیا و فرانسه می‌باشد. کمپانی‌های کانال +، مووی استار و فرانس تله ویژن بخشی از منابع مالی فیلم را پرداخت کردند. فیلم در مجموع ۱۱ میلیون دلار خرج برداشت.فیلمبرداری از اوت ۲۰۱۷ آغاز شد.

## بازخورد
راتن تومیتوز گزارش کرد ۷۷٪ منتقدان دیدگاه مثبتی دربارهٔ فیلم داشته‌اند که این درصد از روی ۱۱۳ نقد بدست آمده و در مجموع امتیاز ۶٫۲/۱۰ را نصیب فیلم می‌کند. در جمع‌بندی منتقدان راتن تومیتوز آمده‌است: «نسبت به تلاش‌های تیم بازیگری برجسته، قطعات دیگر فیلم کم‌تر راضی کننده هستند و همه می‌دانند یک قدم رو به عقب برای نویسنده و کارگردان آن، اصغر فرهادی محسوب می‌شود.»در متاکریتیک نیز به‌طور میانگین امتیاز ۶۸ از ۱۰۰ را بر اساس دیدگاه ۱۶ منتقد دریافت کرد. متاکریتیک اعلام کرد نظرات پیرامون فیلم «اغلب مثبت» است.
منتقد ای. وی. کلاب، ای. ای داود، به فیلم درجه ب داد و دربارهٔ آن نوشت: «فیلم جدید اصغر فرهادی موفق شده‌است تا به کمک درخشش خاویر باردم و پنه‌لوپه کروز، نفرین شب افتتاحیه کن را بشکند.»

## جوایز
- نامزد جایزه بهترین فیلم و بهترین فیلمنامه جایزه گویا ۲۰۱۹
- نامزد جایزه بهترین کارگردانی جایزه گویا ۲۰۱۹
- نامزد جایزه بهترین تدوین جایزه گویا ۲۰۱۹
- نامزد جایزه بهترین موسیقی متن جایزه گویا ۲۰۱۹
- نامزد جایزه گویا بهترین بازیگر نقش اول مرد ۲۰۱۹
- نامزد جایزه گویا بهترین بازیگر نقش اول زن ۲۰۱۹
- برنده جایزه فروز بهترین فیلم درام ۲۰۱۹
- برنده جایزه فروز بهترین تریلر فیلم ۲۰۱۹
- نامزد جایزه گائودی بهترین بازیگر نقش مکمل مرد ۲۰۱۹
- برنده جوایز فوتوگراماس سیمین بهترین بازیگر نقش اول زن ۲۰۱۹
- برنده جایزه بهترین بازیگر نقش اول مرد جوایز پلاتینو ۲۰۱۹